# パピチャ 未来へのランウェイ
『パピチャ 未来へのランウェイ』（原題：Papicha）は、2019年制作の映画。フランス・アルジェリア・ベルギー・カタール合作。
イスラム原理主義が台頭する内戦時代のアルジェリアを舞台に、理不尽な女性抑圧に抗い自由のためにファッションショー開催を貫こうとした女子大生たちの命がけの闘いの行方を描く。
内戦下のアルジェリアから家族と共にフランスへ逃れてきたムニア・メドゥール監督が自身の体験も盛り込みつつ描いた作品で、長編監督デビュー作。主演は自身もアルジェリア出身のリナ・クードリ。タイトルの“パピチャ”とは、アルジェリアのスラングで「愉快で魅力的で常識にとらわれない自由な女性」を意味する。

## あらすじ
1990年代、内戦中のアルジェリア。ファッションデザイナーを夢みる女子大学生のネジュマは、ナイトクラブに繰り出しては仲間たちからドレスの注文を受け、ドレスを製作・販売していた。しかしその頃、アルジェリアではイスラム原理主義が台頭し、首都アルジェでは女性にヒジャブの着用を強要するポスターが至る所に貼りだされていた。
ネジュマはそんな理不尽な抑圧に抗い、自分たちの自由と未来のために命がけでファッションショーを開催しようと決意、仲間たちと共に準備を進める。途中、仲間割れやイスラム原理主義勢力からの妨害といった困難に遭いながらも、何とか開催にこぎつけたネジュマだったが…。

## キャスト
- ネジュマ：リナ・クードリ
- ワシラ：シリン・ブティラ
- サミラ：アミラ・イルダ・ドゥアウダ
- カヒナ：ザーラ・ドゥモンディ
- メディー：ヤシン・ウイシャ
- マダム・カミシ：ナディア・カシ
- リンダ：メリエム・メジケーン
- アイーダ・ゲシュド

## 受賞
- 第72回カンヌ国際映画祭ある視点部門出品[4]
- 第45回セザール賞
  - 新人作品賞
  - 有望若手女優賞（リナ・クードリ）[5]
- 第64回バリャドリッド国際映画祭
  - 最優秀作品賞
  - 新人監督賞[6]
- 第24回サテライト賞ヒューマニタリアン賞[7]

## 備考
本作は全編アルジェリアで撮影され、2019年9月にアルジェリア映画としてアルジェリア国内でプレミア上映される予定であったが、突如当局により上映中止が発表された。
当初、公式発表では内部事情によるものとされ、対象となっていた第92回アカデミー賞国際長編映画賞のエントリー条件を満たさないとして選出が危ぶまれる事態に陥った。しかし、制作陣は政府からの検閲による圧力だと訴え、最終的には特例措置として代表と認められるに至った（結果は落選）。